# Cyanotis obtusa
Cyanotis obtusa är en himmelsblomsväxtart som först beskrevs av Henry Trimen, och fick sitt nu gällande namn av Henry Trimen. Cyanotis obtusa ingår i släktet Cyanotis och familjen himmelsblomsväxter. Inga underarter finns listade.